# Mirketa Çobani
Mirketa Çobani (ur. 23 marca 1947 w Tiranie) – albańska aktorka.

## Życiorys
Ukończyła studia aktorskie w Instytucie Sztuk w Tiranie. Po ukończeniu studiów pracowała w Teatrze Ludowym i w stołecznym Teatrze Lalek. W 1968 zadebiutowała w filmie rolą Arty w filmie Horizonte te hapura. Zagrała w sześciu filmach fabularnych.

## Role filmowe
- 1968: Horizonte të hapura jako Arta
- 1979: Radiostacioni jako spikerka
- 1981: Shoku ynë Tili jako nauczycielka Drita
- 1983: Dora e ngrohtë jako nauczycielka Zhani
- 1984: Koha nuk pret
- 1988: Bregu i ashpër jako Trina